# Pericoma mixta
Pericoma mixta är en tvåvingeart som beskrevs av Enrico Adelelmo Brunetti 1911. Pericoma mixta ingår i släktet Pericoma och familjen fjärilsmyggor. Inga underarter finns listade i Catalogue of Life.